# Куп европских шампиона у рагбију 2000/01.
Куп европских шампиона у рагбију 2000/01 из спонзорских разлога познат и као "Хајникен куп" 2000/01 (службени назив: 2000–01 Heineken Cup) је било 6. издање овог најелитнијег клупског рагби такмичења Старог континента.
Учешће је овога пута узело чак 24 рагби тимова из Европе, који су били подељени у 6 група. У финалу у Паризу на Парку принчева пред око 44 000 гледалаца, Лестер је савладао Стад Франс и тако постао трећи енглески клуб (после Бата и Нортхемптона) који се окитио титулом европског првака.

## Учесници
- Олимпик Биариц  Француска
- Стад Франс  Француска
- Тулуз (рагби јунион)  Француска
- Коломиерс  Француска
- Олимпик Кастр  Француска
- По (рагби јунион)  Француска
- Ла Аквила  Италија
- Рома рагби  Италија
- Лестер тајгерси  Енглеска
- Воспс  Енглеска
- Бат (рагби јунион)  Енглеска
- Сарасенси  Енглеска
- Глостер (рагби јунион)  Енглеска
- Нортхемптон Сеинтс  Енглеска
- Манстер рагби  Република Ирска
- Ленстер рагби  Република Ирска
- Алстер рагби  Северна Ирска
- Единбург риверс  Шкотска
- Глазгов каледонијанс  Шкотска
- Свонзи РФК  Велс
- Њупорт РФК  Велс
- Понтиприд РФК  Велс
- Кардиф РФК  Велс
- Љанели  Велс

## Групна фаза
24 екипе подељене су биле у 6 група и играло се двокружно. Два бода се добијало за победу и 1 бод за нерешено, а у завршницу такмичења пролазиле су првопласиране екипе и 2 најбоље другопласиране. Групна фаза се играла од 6. октобра 2000., до 19. маја 2001.
Група 1
Единбург - Ленстер 29-21
Биариц - Нортхемптон 37-30
Ленстер - Биариц 35-9
Нортхемптон - Единбург 22-23
Норхтемптон - Ленстер 8-14
Биариц - Единбург 29-18
Единбург - Биариц 27-35
Ленстер - Нортхемптон 40-31
Ленстер - Единбург 34-34
Норхтемптон - Биариц 32-24
Единбург - Нортхемптон 18-15
Биариц - Ленстер 30-10
Група 2
Свонзи - Воспс 54-28
Стад Франс - Ла Аквила 92-7
Свонзи - Стад Франс 18-16
Ла Аквила - Воспс 10-39
Стад Франс - Воспс 40-10
Ла Аквила - Свонзи 6-70
Свонзи - Ла Аквила 73-3
Воспс - Стад Франс 28-31
Ла Аквила - Стад Франс 9-76
Воспс - Свонзи 28-16
Стад Франс - Свонзи 42-13
Воспс - Ла Аквила 42-5
Група 3
Алстер - Кардиф 32-23
Тулуз - Сарасенси 22-32
Кардиф - Тулуз 26-17
Сарасенси - Алстер 55-25
Сарасенси - Кардиф 23-32
Тулуз - Алстер 35-35
Кардиф - Сарасенси 24-14
Алстер - Тулуз 25-29
Кардиф - Алстер 42-16
Сарасенси - Тулуз 37-30
Алстер - Сарасенси 13-21
Тулуз - Кардиф 38-27
Група 4
Манстер - Њупорт 26-18
Бат - Кастр 25-13
Њупорт - Бат 28-17
Кастр - Манстер 29-32
Манстер - Бат 31-9
Њупорт - Кастр 21-20
Бат - Манстер 18-5
Кастр - Њупорт 43-21
Кастр - Бат 19-32
Њупорт - Манстер 24-39
Манстер - Кастр 21-11
Бат - Њупорт 38-10
Група 5
Љанели - Глостер 20-27
Рома - Коломиерс 5-14
Коломиерс - Љанели 6-19
Глостер - Рома 52-12
Љанели - Рома 46-0
Глостер - Коломиерс 22-22
Коломиерс - Глостер 30-19
Рома - Љанели 21-41
Глостер - Љанели 28-27
Коломиерс - Рома 55-21
Љанели - Коломиерс 34-21
Рома - Глостер 29-38
Група 6
Понтиприд - Глазгов 40-25
Лестер - По 46-18
По - Понтиприд 12-9
Глазгов - Лестер 21-33
Понтиприд - Лестер 18-11
Глазгов - По 24-46
По - Глазгов  44-16
Лестер - Понтиприд 27-19
По - Лестер 3-20
Глазгов - Понтиприд 25-23
Лестер - Глазгов 41-26
Понтиприд - По 27-31

## Завршница такмичења
У елиминациону фазу прошла су три француска тима, два енглеска, два велшка и један ирски тим. Стад Франс је победама над екипама "По" и "Манстер" дошао до финала, а Лестер захваљујући тријумфима над Глостером и Свонзијем. У финалу на Парку принчева Лестер је победио Стад Франс 34-30. Занимљиво је да је Лестер постигао три есеја у финалу, а Стад Франс ниједан. 
Четвртфинале
Глостер - Кардиф 21-15
Стад Франс - По 36-19
Лестер - Свонзи 41-10
Манстер - Биариц 38-29
Полуфинале
Стад Франс - Манстер 16-15
Лестер - Глостер 19-15
Финале
Стад Франс - Лестер 30-34